# 오시안 (가수)
오시안은 대한민국의 가수다. 2020년 5월 1일 싱글 [Persona]로 데뷔했다.

## 방송
- 너의 목소리가 보여 8 (2021)
- 싱어게인3 (2023) - Top43

## 음반
- Persona (2020)
- 손톱 같은 거 (2020)
- 너의 모습 나에게로 나의 마음 너에게로 (2020)
- 안아줘 (2021)
- Be My Friend (2021)
- 밤바다 (2021)
- 2022 Us, Earth Festival (어스어스 페스티벌) ESG Compilation Album (2022)

## 공연
- 2020 서울뮤직포럼 & 은평 음악시장M (2020)
- G.WEST MUSIC FESTIVAL - 부천 (2022)
- US EARTH FESTIVAL ESG festival 2022 (2022)
- LIVECONNECT STAGE with 이더 X 오시안 (2023)